# Avatar (franchise)

Logo del franchise

Jake Sully, protagonista dei film

Avatar è un media franchise statunitense di genere fantascientifico creata da James Cameron.
Il primo film della serie, Avatar, uscito il 18 dicembre 2009, è il film con il maggiore incasso nella storia del cinema.

## Film
| Film                       | Data di uscita USA | Regia         | Sceneggiatura                             | Produttori                |
| -------------------------- | ------------------ | ------------- | ----------------------------------------- | ------------------------- |
| Avatar                     | 18 dicembre 2009   | James Cameron | James Cameron                             | James Cameron, Jon Landau |
| Avatar - La via dell'acqua | 16 dicembre 2022   | James Cameron | James Cameron, Rick Jaffa e Amanda Silver | James Cameron, Jon Landau |
| Avatar - Fuoco e cenere    | 19 dicembre 2025   | James Cameron | James Cameron, Rick Jaffa e Amanda Silver | James Cameron, Jon Landau |
| Avatar 4                   | 21 dicembre 2029   | James Cameron | James Cameron, Josh Friedman              | James Cameron, Jon Landau |
| Avatar 5                   | 19 dicembre 2031   | James Cameron | James Cameron, Shane Salerno              | James Cameron, Jon Landau |

### Avatar - Fuoco e cenere
Il terzo capitolo debutterà il 19 dicembre 2025. La sceneggiatura è stata completata nel 2015, mentre le riprese si sono concluse nel dicembre 2020, in contemporanea a quelle di Avatar 2. Il film sarà scritto come il precedente da James Cameron, Rick Jaffa e Amanda Silver.

### Avatar 4
Il quarto capitolo, scritto da James Cameron e Josh Friedman, uscirà il 21 dicembre 2029. Il produttore Jon Landau ha dichiarato che una parte di Avatar 4 era già stata girata.

### Avatar 5
Il quinto capitolo della saga uscirà il 19 dicembre 2031, e sarà scritto da James Cameron e Shane Salerno.

## Cast

### Personaggi e interpreti
- La cella grigia indica che il personaggio non è presente nel film

| Personaggio               | Film               | Film                       | Film                    |
| Personaggio               | Avatar             | Avatar - La via dell'acqua | Avatar - Fuoco e cenere |
| ------------------------- | ------------------ | -------------------------- | ----------------------- |
| Jake Sully                | Sam Worthington    | Sam Worthington            | Sam Worthington         |
| Neytiri                   | Zoe Saldana        | Zoe Saldana                | Zoe Saldana             |
| Colonnello Miles Quaritch | Stephen Lang       | Stephen Lang               | Stephen Lang            |
| Dott. Grace Augustine     | Sigourney Weaver   | Sigourney Weaver           |                         |
| Parker Selfridge          | Giovanni Ribisi    | Giovanni Ribisi            | Giovanni Ribisi         |
| Dott. Norm Spellman       | Joel David Moore   | Joel David Moore           | Joel David Moore        |
| Dott. Max Patel           | Dileep Rao         | Dileep Rao                 | Dileep Rao              |
| Caporale Lyle Wainfleet   | Matt Gerald        | Matt Gerald                | Matt Gerald             |
| Mo'at                     | CCH Pounder        | CCH Pounder                | CCH Pounder             |
| Trudy Chacón              | Michelle Rodriguez |                            |                         |
| Eytukan                   | Wes Studi          |                            |                         |
| Tsu'tey                   | Laz Alonso         |                            |                         |
| Kiri                      |                    | Sigourney Weaver           | Sigourney Weaver        |
| Tonowari                  |                    | Cliff Curtis               | Cliff Curtis            |
| General Ardmore           |                    | Edie Falco                 | Edie Falco              |
| Capitano Mick Scoresby    |                    | Brendan Cowell             | Brendan Cowell          |
| Dott. Karina Mogue        |                    |                            | Michelle Yeoh           |
| Dott. Ian Garvin          |                    | Jemaine Clement            | Jemaine Clement         |
| Varang                    |                    |                            | Oona Chaplin            |
| Miles "Spider" Socorro    |                    | Jack Champion              | Jack Champion           |
| Neteyam                   |                    | Jamie Flatters             |                         |
| Lo'ak                     |                    | Britain Dalton             | Britain Dalton          |
| Tuktirey "Tuk"            |                    | Trinity Bliss              | Trinity Bliss           |
| Tsireya "Reya"            |                    | Bailey Bass                | Bailey Bass             |
| Aonung                    |                    | Filip Geljo                | Filip Geljo             |
| Rotxo                     |                    | Duane Evans Jr.            | Duane Evans Jr.         |
| Ronal                     |                    | Kate Winslet               | Kate Winslet            |

### Cast tecnico
| Film                       | Musicista      | Fotografo         | Montatore                                                     | Casa di produzione       | Casa di distribuzione |
| -------------------------- | -------------- | ----------------- | ------------------------------------------------------------- | ------------------------ | --------------------- |
| Avatar                     | James Horner   | Mauro Fiore       | James Cameron, John Refoua e Stephen E. Rivkin                | Lightstorm Entertainment | 20th Century Fox      |
| Avatar - La via dell'acqua | Simon Franglen | Russell Carpenter | James Cameron, John Refoua, David Brenner e Stephen E. Rivkin | Lightstorm Entertainment | 20th Century Studios  |
| Avatar - Fuoco e Cenere    | Simon Franglen | Russell Carpenter | James Cameron, John Refoua, David Brenner e Stephen E. Rivkin | Lightstorm Entertainment | 20th Century Studios  |
| Avatar 4                   | Simon Franglen | Mauro Fiore       | James Cameron e Stephen E. Rivkin                             | Lightstorm Entertainment | 20th Century Studios  |
| Avatar 5                   | Simon Franglen | Mauro Fiore       | James Cameron e Stephen E. Rivkin                             | Lightstorm Entertainment | 20th Century Studios  |

## Accoglienza

### Incassi
| Film                       | Data di uscita   | Incassi ($)  | Incassi ($)    | Incassi ($) | Classifica   | Classifica | Budget ($) | Fonti         |
| Film                       | Data di uscita   | USA e Canada | Internazionale | Mondiale    | USA e Canada | Mondiale   | Budget ($) | Fonti         |
| -------------------------- | ---------------- | ------------ | -------------- | ----------- | ------------ | ---------- | ---------- | ------------- |
| Avatar                     | 18 dicembre 2009 | 785221649    | 2138484377     | 2923706026  | 4            | 1          | 237000     | [ 10 ]        |
| Avatar - La via dell'acqua | 16 dicembre 2022 | 684075767    | 1636174514     | 2320250281  | 7            | 3          | 350000     | [ 11 ] [ 12 ] |
| Avatar - Fuoco e Cenere    | 19 dicembre 2025 | N.D.         | N.D.           | N.D.        | N.D.         | N.D.       | 250000     | [ 13 ]        |
| Avatar 4                   | 19 dicembre 2029 | N.D.         | N.D.           | N.D.        | N.D.         | N.D.       | 250000     | [ 13 ]        |
| Avatar 5                   | 19 dicembre 2031 | N.D.         | N.D.           | N.D.        | N.D.         | N.D.       | 250000     | [ 13 ]        |
| Totale                     | Totale           | 1469297416   | 3774658891     | 5243956307  |              |            | ≥1337000   |               |

### Critica
| Film                       | Rotten Tomatoes      | Metacritic         |
| -------------------------- | -------------------- | ------------------ |
| Avatar                     | 82% (336 recensioni) | 83 (38 recensioni) |
| Avatar - La via dell'acqua | 76% (450 recensioni) | 67 (68 recensioni) |
| Media                      | 79%                  | 75                 |

## Influenza culturale
Il paleontologo Xiaolin Wang ha battezzato un nuovo genere di pterosauro Ikrandraco avatar, in onore delle cavalcature volanti di Pandora, poiché anch'esso possiede una curiosa cresta ossea nella mascella inferiore.

## Altri media

### Libri
Il 30 novembre 2009 è stato pubblicato il libro di Abrams Books The Art of Avatar, che tratta principalmente il lavoro artistico che ha preceduto la realizzazione del primo film. L'opera è stata pubblicata in Italia dall'editore Il Castoro.
Il 22 gennaio 2022, l'account Twitter ufficiale di Avatar ha annunciato che il 26 aprile successivo sarebbe uscito un libro che esplorava il mondo e le tradizioni di Pandora chiamato The World of Avatar: A Visual Exploration. Lo scrittore Steven Gould è stato ingaggiato per scrivere quattro romanzi basati sui quattro sequel di Avatar, a partire dal secondo capitolo.

### Videogiochi
La Ubisoft ha realizzato nel 2009 un videogioco in terza persona il cui titolo è James Cameron's Avatar: Il gioco,  che funge da prequel del film, con Sigourney Weaver, Stephen Lang, Michelle Rodriguez e Giovanni Ribisi che riprendono i loro ruoli dal film. Il videogioco è stato accolto freddamente dalla critica specializzata.
Nel giugno 2021 è stato annunciato un videogioco basato sul franchise, intitolato Avatar: Frontiers of Pandora, che è stato pubblicato nel dicembre 2023 per Microsoft Windows, PlayStation 5, Xbox Series X/S, Google Stadia e Amazon Luna. Nel gennaio 2022, Disney e Tencent hanno annunciato che nel corso dell'anno sarebbe uscito uno sparatutto per dispositivi mobili chiamato Avatar: Reckoning.

### Adattamenti teatrali
Tra dicembre 2015 e giugno 2019 presso il Cirque du Soleil, di Montreal, si è svolta Toruk - The First Flight, un'opera teatrale ispirata ad Avatar e ambientata su Pandora.

### Mostre
Dal 1º maggio al 31 dicembre 2021 in Cina si è tenuta Avatar - The Exhibition, una mostra itinerante basata sul film.

### Fumetti
Nel novembre 2010 è uscito Avarat, parodia del film realizzata dal fumettista italiano Leo Ortolani.
Nel mese di ottobre 2015 la Dark Horse Comics ha firmato un accordo della durata di 10 anni per pubblicare fumetti su Avatar. Il 6 maggio 2017, Dark Horse Comics ha pubblicato un fumetto contenente un racconto ambientato nel mondo di Avatar intitolato "Brothers". Da gennaio ad agosto 2019, la Dark Horse ha pubblicato una miniserie di sei numeri chiamata Avatar: Tsu'Tey's Path.
| Volume | Titolo          | Data di uscita   | Soggetto        | Disegnatore             | Colorista    | Copertina di                 | Collezione                                 |
| ------ | --------------- | ---------------- | --------------- | ----------------------- | ------------ | ---------------------------- | ------------------------------------------ |
| -      | Brothers        | 6 maggio 2017    | Sherri L. Smith | Doug Wheatley           | Wes Dzioba   | Dave Wilkins                 | Avatar: Tsu'tey's Path ISBN 9781506706702  |
| #1     | Tsu'tey's Path  | 16 gennaio 2019  | Sherri L. Smith | Jan Duursema Dan Parson | Wes Dzioba   | Doug Wheatley Shea Standefer | Avatar: Tsu'tey's Path ISBN 9781506706702  |
| #2     | Tsu'tey's Path  | 13 febbraio 2019 | Sherri L. Smith | Jan Duursema Dan Parson | Wes Dzioba   | Doug Wheatley Shea Standefer | Avatar: Tsu'tey's Path ISBN 9781506706702  |
| #3     | Tsu'tey's Path  | 20 marzo 2019    | Sherri L. Smith | Jan Duursema Dan Parson | Wes Dzioba   | Doug Wheatley Shea Standefer | Avatar: Tsu'tey's Path ISBN 9781506706702  |
| #4     | Tsu'tey's Path  | 1 maggio 2019    | Sherri L. Smith | Jan Duursema Dan Parson | Wes Dzioba   | Doug Wheatley Shea Standefer | Avatar: Tsu'tey's Path ISBN 9781506706702  |
| #5     | Tsu'tey's Path  | 26 giugno 2019   | Sherri L. Smith | Jan Duursema Dan Parson | Wes Dzioba   | Doug Wheatley Shea Standefer | Avatar: Tsu'tey's Path ISBN 9781506706702  |
| #6     | Tsu'tey's Path  | 21 agosto 2019   | Sherri L. Smith | Jan Duursema Dan Parson | Wes Dzioba   | Doug Wheatley Shea Standefer | Avatar: Tsu'tey's Path ISBN 9781506706702  |
|        |                 |                  |                 |                         |              |                              |                                            |
| #1     | The Next Shadow | 6 gennaio 2021   | Jeremy Barlow   | Josh Hood               | Wes Dzioba   | Guilherme Balbi Wes Dzioba   | Avatar: The Next Shadow ISBN 9781506722429 |
| #2     | The Next Shadow | 3 febbraio 2021  | Jeremy Barlow   | Josh Hood               | Wes Dzioba   | Guilherme Balbi Wes Dzioba   | Avatar: The Next Shadow ISBN 9781506722429 |
| #3     | The Next Shadow | 3 marzo 2021     | Jeremy Barlow   | Josh Hood               | Wes Dzioba   | Guilherme Balbi Wes Dzioba   | Avatar: The Next Shadow ISBN 9781506722429 |
| #4     | The Next Shadow | 7 aprile 2021    | Jeremy Barlow   | Josh Hood               | Wes Dzioba   | Guilherme Balbi Wes Dzioba   | Avatar: The Next Shadow ISBN 9781506722429 |
|        |                 |                  |                 |                         |              |                              |                                            |
| #1     | Adapt or Die    | 4 maggio 2022    | Corinna Bechko  | Beni Lobel              | Mark Molchan | Wes Dzioba                   | N.D.                                       |
| #2ù    | Adapt or Die    | 1º giugno 2022   | Corinna Bechko  | Beni Lobel              | Mark Molchan | Wes Dzioba                   | N.D.                                       |
| #3     | Adapt or Die    | 6 giugno 2022    | Corinna Bechko  | Beni Lobel              | Mark Molchan | Wes Dzioba                   | N.D.                                       |
| #4     | Adapt or Die    | N.D.             | Corinna Bechko  | Beni Lobel              | Mark Molchan | Wes Dzioba                   | N.D.                                       |
| #5     | Adapt or Die    | N.D.             | Corinna Bechko  | Beni Lobel              | Mark Molchan | Wes Dzioba                   | N.D.                                       |
| #6     | Adapt or Die    | N.D.             | Corinna Bechko  | Beni Lobel              | Mark Molchan | Wes Dzioba                   | N.D.                                       |

## Attrazioni turistiche

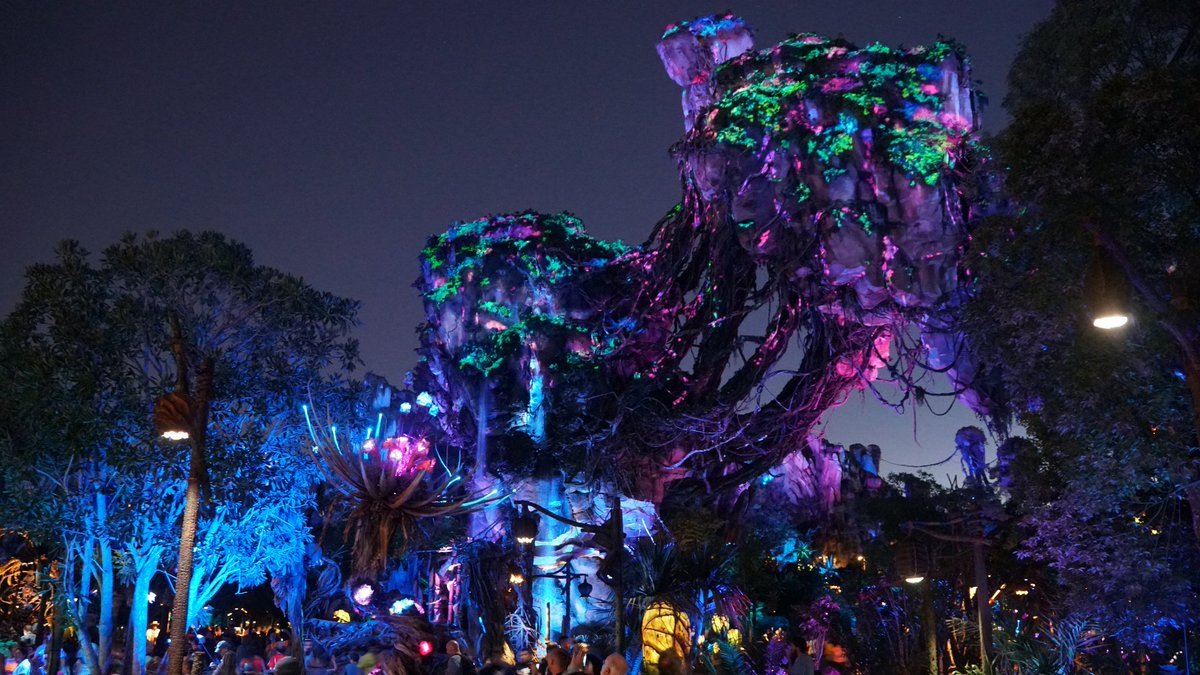
Visuale notturna di Pandora – The World of Avatar

Nel 2011, James Cameron, la Lightstorm Entertainment e la Fox hanno stipulato un accordo con la Walt Disney Company per includere attrazioni a tema Avatar nei Walt Disney Parks and Resorts in tutto il mondo, tra cui un parco-zona tematico, presso il Disney's Animal Kingdom di Orlando, in Florida, intitolato "Pandora – The World of Avatar". L'area è stata aperta il 27 maggio 2017.